# Premier district congressionnel d'Hawaï
Le 1er district congressionnel d'Hawaï est un district de l'État américain d'Hawaï. Le district est entièrement sur l'île d'Oahu, englobant les zones urbaines de la ville et du Comté d'Honolulu, une ville-comté consolidée qui comprend les plaines centrales et les rives sud d'Oahu, y compris les villes d'Aiea, Mililani, Pearl City, Waipahu et Waimalu. Le district est plus petit et plus densément peuplé que le 2e district congressionnel (qui comprend le reste de l'État). Il est représenté par le Démocrate Ed Case.

## Histoire
Lorsque Hawaï et l'Alaska ont été admis dans l'Union en 1959, les deux nouveaux États se sont vu accorder un Représentant au Congrès, en attendant le prochain recensement des États-Unis. Lors de la redistribution qui a suivi le recensement américain de 1960, Hawaï a gagné un deuxième Représentant. Au lieu de créer deux districts congressionnel, l'État a continué à élire ses Représentants at-large. Deux Représentants ont été élus pour la première fois en 1962 et Hawaï a été représenté pour la première fois par deux Représentants américains le 2 janvier 1963, lors de la convocation du 88e Congrès.
Le 1er district congressionnel a été créé en 1971, lorsque Hawaï a commencé à élire ses Représentants dans les districts au lieu d'élire des Représentants at-large.

## Géographie
| # | Comté    | Siège    | Population |
| - | -------- | -------- | ---------- |
| 3 | Honolulu | Honolulu | 989 408    |

### Villes de 10 000 habitants ou plus
- Honolulu - 350 964
- Honolulu Est - 50 922
- Pearl City - 45 295
- Waipahu - 43 485
- Mililani Town - 28 121
- 'Ewa Gentry - 25 707
- Kapolei - 21 411
- Mililani Mauka - 21 075
- Ewa Beach - 16 415
- Halawa - 15 016
- Ocean Pointe - 14 965
- Waimalu - 13 817
- Waipio - 12 082
- Aiea - 10 408

### Villes de 2 500-10 000 personnes
- 'Ewa Villages - 7 825
- Hickam Housing - 7 581
- Waikele - 7 509
- Waipi'o Acres - 5 531
- West Loch Estate - 5 523
- Kapolei Est - 5 299
- Iroquois Point - 4 549

## Historique de vote
| Années | Poste     | Résultats               |
| ------ | --------- | ----------------------- |
| 2000   | Président | Gore 55,0 % – 39,0 %    |
| 2004   | Président | Kerry 53,0 % – 47,0 %   |
| 2008   | Président | Obama 70,0 % – 28,0 %   |
| 2012   | Président | Obama 70,0 % – 29,0 %   |
| 2016   | Président | Clinton 63,0 % – 30,0 % |
| 2020   | Président | Biden 64,0 % – 35,0 %   |

## Liste des représentants successifs
| Membre                             | Parti       | Années                              | Congrès     | Histoire électorale | Zone géographique |
| ---------------------------------- | ----------- | ----------------------------------- | ----------- | --- | ----------------- |
| District établit le 3 janvier 1971 |             |                                     |             | |                   |
| Spark Matsunaga                    | Démocrate   | 3 janvier 1971 - 3 janvier 1977     | 92e - 94e   | Redécoupage depuis le district at-large et réélu en 1970. Réélu en 1972. Réélu en 1974. Retrait pour se présenter comme Sénateur des États-Unis.                                                             | 1971–1981         |
| Cecil Heftel (en)                  | Démocrate   | 3 janvier 1977 - 11 juillet 1986    | 95e - 99e   | Élu en 1976. Réélu en 1978. Réélu en 1980. Réélu en 1982. Réélu en 1984. Démissionne pour se présenter comme Gouverneur d'Hawaii.                                                                            | 1971–1981         |
| Cecil Heftel (en)                  | Démocrate   | 3 janvier 1977 - 11 juillet 1986    | 95e - 99e   | Élu en 1976. Réélu en 1978. Réélu en 1980. Réélu en 1982. Réélu en 1984. Démissionne pour se présenter comme Gouverneur d'Hawaii.                                                                            | 1981–1983         |
| Cecil Heftel (en)                  | Démocrate   | 3 janvier 1977 - 11 juillet 1986    | 95e - 99e   | Élu en 1976. Réélu en 1978. Réélu en 1980. Réélu en 1982. Réélu en 1984. Démissionne pour se présenter comme Gouverneur d'Hawaii.                                                                            | 1983–1993         |
| Vacant                             | Vacant      | 11 juillet 1986 - 20 septembre 1986 | 99e         | |                   |
| Neil Abercrombie                   | Démocrate   | 20 septembre 1986 - 3 janvier 1987  | 99e         | Élu pour terminer le mandat d'Heftel. Perds sa renomination. |                   |
| Pat Saiki                          | Républicain | 3 janvier 1987 - 3 janvier 1991     | 100e , 101e | Élue en 1986. Réélue en 1988. Retrait pour se présenter comme Sénatrice des États-Unis. |                   |
| Neil Abercrombie                   | Démocrate   | 3 janvier 1991 - 28 février 2010    | 102e - 111e | Élu en 1990. Réélu en 1992. Réélu en 1994. Réélu en 1996. Réélu en 1998. Réélu en 2000. Réélu en 2002. Réélu en 2004. Réélu en 2006. Réélu en 2008. Démissionne pour se présenter comme Gouverneur d'Hawaii. |                   |
| Neil Abercrombie                   | Démocrate   | 3 janvier 1991 - 28 février 2010    | 102e - 111e | Élu en 1990. Réélu en 1992. Réélu en 1994. Réélu en 1996. Réélu en 1998. Réélu en 2000. Réélu en 2002. Réélu en 2004. Réélu en 2006. Réélu en 2008. Démissionne pour se présenter comme Gouverneur d'Hawaii. | 1993–2003         |
| Neil Abercrombie                   | Démocrate   | 3 janvier 1991 - 28 février 2010    | 102e - 111e | Élu en 1990. Réélu en 1992. Réélu en 1994. Réélu en 1996. Réélu en 1998. Réélu en 2000. Réélu en 2002. Réélu en 2004. Réélu en 2006. Réélu en 2008. Démissionne pour se présenter comme Gouverneur d'Hawaii. | 2003–2013         |
| Vacant                             | Vacant      | 28 février 2010 - 22 mai 2010       | 111e        | |                   |
| Charles Djou                       | Républicain | 22 mai 2010 - 3 janvier 2010        | 111e        | Élu pour terminer le mandat d'Abercrombie. Perds sa réélection. |                   |
| Colleen Hanabusa                   | Démocrate   | 3 janvier 2011 - 3 janvier 2015     | 112e , 113e | Élue en 2010. Réélue en 2012. Retrait pour se présenter comme Sénatrice des États-Unis. |                   |
| Colleen Hanabusa                   | Démocrate   | 3 janvier 2011 - 3 janvier 2015     | 112e , 113e | Élue en 2010. Réélue en 2012. Retrait pour se présenter comme Sénatrice des États-Unis. | 2013 – Présent    |
| Mark Takai                         | Démocrate   | 3 janvier 2015 - 20 juillet 2016    | 114e        | Élu en 2014. Annonce son retrait et décède. |                   |
| Vacant                             | Vacant      | 20 juillet 2016 - 8 novembre 2016   | 114e        | |                   |
| Colleen Hanabusa                   | Démocrate   | 8 novembre 2016 - 3 janvier 2019    | 114e , 115e | Élue pour terminer le mandat de Takai. Également élue pour le prochain mandat en 2016. Retrait pour se présenter comme Gouverneure d'Hawaii.                                                                 |                   |
| Ed Case                            | Démocrate   | 3 janvier 2019 - en cours           | 116e - 118e | Élu en 2018. Réélu en 2020. Réélu en 2022. |                   |

## Résultats des récentes élections
Voici le résultats des dix précédents cycles électoraux dans le district.

### 2004
| Élection de 2004 du 1er district congressionnel d'Hawaii | Élection de 2004 du 1er district congressionnel d'Hawaii | Élection de 2004 du 1er district congressionnel d'Hawaii | Élection de 2004 du 1er district congressionnel d'Hawaii | Élection de 2004 du 1er district congressionnel d'Hawaii |
| -------------------------------------------------------- | -------------------------------------------------------- | -------------------------------------------------------- | -------------------------------------------------------- | -------------------------------------------------------- |
| Parti                                                    | Parti                                                    | Candidat                                                 | Votes                                                    | %                                                        |
|                                                          | Démocrate                                                | Neil Abercrombie (sortant)                               | 128 567                                                  | 62,97                                                    |
|                                                          | Républicain                                              | Dalton Tanonaka                                          | 69 371                                                   | 33,98                                                    |
|                                                          | Libertarien                                              | Elyssa Young                                             | 6243                                                     | 3,06                                                     |
| Total des votes                                          | Total des votes                                          | Total des votes                                          | 204 181                                                  | 100%                                                     |
|                                                          | Les Démocrates conservent                                |                                                          |                                                          |                                                          |

### 2006
| Élection de 2006 du 1er district congressionnel d'Hawaii | Élection de 2006 du 1er district congressionnel d'Hawaii | Élection de 2006 du 1er district congressionnel d'Hawaii | Élection de 2006 du 1er district congressionnel d'Hawaii | Élection de 2006 du 1er district congressionnel d'Hawaii |
| -------------------------------------------------------- | -------------------------------------------------------- | -------------------------------------------------------- | -------------------------------------------------------- | -------------------------------------------------------- |
| Parti                                                    | Parti                                                    | Candidat                                                 | Votes                                                    | %                                                        |
|                                                          | Démocrate                                                | Neil Abercrombie (sortant)                               | 112 904                                                  | 69,35                                                    |
|                                                          | Républicain                                              | Richard (Noah) Hough                                     | 49 890                                                   | 30,65                                                    |
| Total des votes                                          | Total des votes                                          | Total des votes                                          | 162 794                                                  | 100%                                                     |
|                                                          | Les Démocrates conservent                                |                                                          |                                                          |                                                          |

### 2008
| Élection de 2008 du 1er district congressionnel d'Hawaii | Élection de 2008 du 1er district congressionnel d'Hawaii | Élection de 2008 du 1er district congressionnel d'Hawaii | Élection de 2008 du 1er district congressionnel d'Hawaii | Élection de 2008 du 1er district congressionnel d'Hawaii |
| -------------------------------------------------------- | -------------------------------------------------------- | -------------------------------------------------------- | -------------------------------------------------------- | -------------------------------------------------------- |
| Parti                                                    | Parti                                                    | Candidat                                                 | Votes                                                    | %                                                        |
|                                                          | Démocrate                                                | Neil Abercrombie (sortant)                               | 154 181                                                  | 77,14                                                    |
|                                                          | Républicain                                              | Steve Tataii                                             | 38 104                                                   | 19,06                                                    |
|                                                          | Libertarien                                              | Li Zhao                                                  | 7591                                                     | 3,80                                                     |
| Total des votes                                          | Total des votes                                          | Total des votes                                          | 199 876                                                  | 100%                                                     |
|                                                          | Les Démocrates conservent                                |                                                          |                                                          |                                                          |

### 2010 (Spéciale)
| Élection Spéciale de 2010 du 1er district congressionnel d'Hawaii | Élection Spéciale de 2010 du 1er district congressionnel d'Hawaii | Élection Spéciale de 2010 du 1er district congressionnel d'Hawaii | Élection Spéciale de 2010 du 1er district congressionnel d'Hawaii | Élection Spéciale de 2010 du 1er district congressionnel d'Hawaii |
| ----------------------------------------------------------------- | ----------------------------------------------------------------- | ----------------------------------------------------------------- | ----------------------------------------------------------------- | ----------------------------------------------------------------- |
| Parti                                                             | Parti                                                             | Candidat                                                          | Votes                                                             | %                                                                 |
|                                                                   | Républicain                                                       | Charles Djou                                                      | 67 610                                                            | 39,44                                                             |
|                                                                   | Démocrate                                                         | Colleen Hanabusa                                                  | 52 802                                                            | 30,80                                                             |
|                                                                   | Démocrate                                                         | Ed Case                                                           | 47 391                                                            | 27,65                                                             |
|                                                                   | No Party                                                          | 11 Autres                                                         | 1682                                                              | 0,99                                                              |
| Total des votes                                                   | Total des votes                                                   | Total des votes                                                   | 171 417                                                           | 100%                                                              |
|                                                                   | Les Républicains prennent aux Démocrates                          |                                                                   |                                                                   |                                                                   |

### 2010
| Élection de 2010 du 1er district congressionnel d'Hawaii | Élection de 2010 du 1er district congressionnel d'Hawaii | Élection de 2010 du 1er district congressionnel d'Hawaii | Élection de 2010 du 1er district congressionnel d'Hawaii | Élection de 2010 du 1er district congressionnel d'Hawaii |
| -------------------------------------------------------- | -------------------------------------------------------- | -------------------------------------------------------- | -------------------------------------------------------- | -------------------------------------------------------- |
| Parti                                                    | Parti                                                    | Candidat                                                 | Votes                                                    | %                                                        |
|                                                          | Démocrate                                                | Colleen Hanabusa                                         | 94 140                                                   | 53,23                                                    |
|                                                          | Républicain                                              | Charles Djou (sortant)                                   | 82 723                                                   | 46,77                                                    |
| Total des votes                                          | Total des votes                                          | Total des votes                                          | 176 863                                                  | 100%                                                     |
|                                                          | Les Démocrates prennent aux Républicains                 |                                                          |                                                          |                                                          |

### 2012
| Élection de 2012 du 1er district congressionnel d'Hawaii | Élection de 2012 du 1er district congressionnel d'Hawaii | Élection de 2012 du 1er district congressionnel d'Hawaii | Élection de 2012 du 1er district congressionnel d'Hawaii | Élection de 2012 du 1er district congressionnel d'Hawaii |
| -------------------------------------------------------- | -------------------------------------------------------- | -------------------------------------------------------- | -------------------------------------------------------- | -------------------------------------------------------- |
| Parti                                                    | Parti                                                    | Candidat                                                 | Votes                                                    | %                                                        |
|                                                          | Démocrate                                                | Colleen Hanabusa (sortante)                              | 116 505                                                  | 53,47                                                    |
|                                                          | Républicain                                              | Charles Djou                                             | 96 824                                                   | 44,44                                                    |
|                                                          | Votes Blancs                                             | Votes Blancs                                             | 4467                                                     | 2,05                                                     |
|                                                          | Votes Nuls                                               | Votes Nuls                                               | 80                                                       | 0,04                                                     |
| Total des votes                                          | Total des votes                                          | Total des votes                                          | 217 876                                                  | 100%                                                     |
|                                                          | Les Démocrates conservent                                |                                                          |                                                          |                                                          |

### 2014
| Élection de 2014 du 1er district congressionnel d'Hawaii | Élection de 2014 du 1er district congressionnel d'Hawaii | Élection de 2014 du 1er district congressionnel d'Hawaii | Élection de 2014 du 1er district congressionnel d'Hawaii | Élection de 2014 du 1er district congressionnel d'Hawaii |
| -------------------------------------------------------- | -------------------------------------------------------- | -------------------------------------------------------- | -------------------------------------------------------- | -------------------------------------------------------- |
| Parti                                                    | Parti                                                    | Candidat                                                 | Votes                                                    | %                                                        |
|                                                          | Démocrate                                                | Mark Takai                                               | 93 390                                                   | 51,2                                                     |
|                                                          | Républicain                                              | Charles Djou                                             | 86 454                                                   | 47,4                                                     |
|                                                          | Votes Blancs                                             | Votes Blancs                                             | 2366                                                     | 1,3                                                      |
|                                                          | Votes Nuls                                               | Votes Nuls                                               | 58                                                       | 0,0                                                      |
| Total des votes                                          | Total des votes                                          | Total des votes                                          | 182 268                                                  | 100%                                                     |
|                                                          | Les Démocrates conservent                                |                                                          |                                                          |                                                          |

### 2016 (Spéciale)
| Élection Spéciale de 2016 du 1er district congressionnel d'Hawaii | Élection Spéciale de 2016 du 1er district congressionnel d'Hawaii | Élection Spéciale de 2016 du 1er district congressionnel d'Hawaii | Élection Spéciale de 2016 du 1er district congressionnel d'Hawaii | Élection Spéciale de 2016 du 1er district congressionnel d'Hawaii |
| ----------------------------------------------------------------- | ----------------------------------------------------------------- | ----------------------------------------------------------------- | ----------------------------------------------------------------- | ----------------------------------------------------------------- |
| Parti                                                             | Parti                                                             | Candidat                                                          | Votes                                                             | %                                                                 |
|                                                                   | Démocrate                                                         | Colleen Hanabusa (sortante)                                       | 129 083                                                           | 60,45                                                             |
|                                                                   | Républicain                                                       | Shirlene D. (Shirl) Ostrov                                        | 44 090                                                            | 20,65                                                             |
|                                                                   | Démocrate                                                         | Angela Aulani Kaaihue                                             | 5885                                                              | 2,76                                                              |
|                                                                   | Libertarien                                                       | Alan J.K. Yim                                                     | 5559                                                              | 2,60                                                              |
|                                                                   | Démocrate                                                         | Kim Howard                                                        | 4259                                                              | 1,99                                                              |
|                                                                   | Démocrate                                                         | Peter Cross                                                       | 3420                                                              | 1,60                                                              |
|                                                                   | Indépendant                                                       | Calvin Griffin                                                    | 2824                                                              | 1,32                                                              |
|                                                                   | Démocrate                                                         | Javier Ocasio                                                     | 1893                                                              | 0,89                                                              |
|                                                                   | Indépendant                                                       | Yvonne Perry                                                      | 1050                                                              | 0,49                                                              |
|                                                                   | Indépendant                                                       | Peter H. Plotzeneder                                              | 328                                                               | 0,15                                                              |
|                                                                   | Votes Blancs                                                      | Votes Blancs                                                      | 14 864                                                            | 6,96                                                              |
|                                                                   | Votes Nuls                                                        | Votes Nuls                                                        | 276                                                               | 0,14                                                              |
| Total des votes                                                   | Total des votes                                                   | Total des votes                                                   | 213 531                                                           | 100%                                                              |
|                                                                   | Les Démocrates conservent                                         |                                                                   |                                                                   |                                                                   |

### 2016
| Élection de 2016 du 1er district congressionnel d'Hawaii | Élection de 2016 du 1er district congressionnel d'Hawaii | Élection de 2016 du 1er district congressionnel d'Hawaii | Élection de 2016 du 1er district congressionnel d'Hawaii | Élection de 2016 du 1er district congressionnel d'Hawaii |
| -------------------------------------------------------- | -------------------------------------------------------- | -------------------------------------------------------- | -------------------------------------------------------- | -------------------------------------------------------- |
| Parti                                                    | Parti                                                    | Candidat                                                 | Votes                                                    | %                                                        |
|                                                          | Démocrate                                                | Colleen Hanabusa (sortante)                              | 145 417                                                  | 68,09                                                    |
|                                                          | Républicain                                              | Shirlene D. (Shirl) Ostrov                               | 45 958                                                   | 21,52                                                    |
|                                                          | Libertarien                                              | Alan J.K. Yim                                            | 6601                                                     | 3,09                                                     |
|                                                          | Indépendant                                              | Calvin Griffin                                           | 4381                                                     | 2,05                                                     |
|                                                          | Votes Blancs                                             | Votes Blancs                                             | 11 013                                                   | 5,16                                                     |
|                                                          | Votes Nuls                                               | Votes Nuls                                               | 161                                                      | 0,08                                                     |
| Total des votes                                          | Total des votes                                          | Total des votes                                          | 213 558                                                  | 100%                                                     |
|                                                          | Les Démocrates conservent                                |                                                          |                                                          |                                                          |

### 2018
| Élection de 2018 du 1er district congressionnel d'Hawaii | Élection de 2018 du 1er district congressionnel d'Hawaii | Élection de 2018 du 1er district congressionnel d'Hawaii | Élection de 2018 du 1er district congressionnel d'Hawaii | Élection de 2018 du 1er district congressionnel d'Hawaii |
| -------------------------------------------------------- | -------------------------------------------------------- | -------------------------------------------------------- | -------------------------------------------------------- | -------------------------------------------------------- |
| Parti                                                    | Parti                                                    | Candidat                                                 | Votes                                                    | %                                                        |
|                                                          | Démocrate                                                | Ed Case                                                  | 134 650                                                  | 73,1                                                     |
|                                                          | Républicain                                              | Campbell Cavasso                                         | 42 498                                                   | 23,1                                                     |
|                                                          | Libertarien                                              | Michelle Tippens                                         | 3498                                                     | 1.9                                                      |
|                                                          | Vert                                                     | Zach Burd                                                | 2214                                                     | 1,2                                                      |
|                                                          | Non Partisan                                             | Calvin Griffin                                           | 1351                                                     | 0,7                                                      |
| Total des votes                                          | Total des votes                                          | Total des votes                                          | 184 211                                                  | 100%                                                     |
|                                                          | Les Démocrates conservent                                |                                                          |                                                          |                                                          |

### 2020
| Élection de 2020 du 1er district congressionnel d'Hawaï | Élection de 2020 du 1er district congressionnel d'Hawaï | Élection de 2020 du 1er district congressionnel d'Hawaï | Élection de 2020 du 1er district congressionnel d'Hawaï | Élection de 2020 du 1er district congressionnel d'Hawaï |
| ------------------------------------------------------- | ------------------------------------------------------- | ------------------------------------------------------- | ------------------------------------------------------- | ------------------------------------------------------- |
| Parti                                                   | Parti                                                   | Candidat                                                | Votes                                                   | %                                                       |
|                                                         | Démocrate                                               | Ed Case (sortant)                                       | 183 245                                                 | 72,02                                                   |
|                                                         | Républicain                                             | Ron Curtis                                              | 71 188                                                  | 27,98                                                   |
| Total des votes                                         | Total des votes                                         | Total des votes                                         | 254 433                                                 | 100%                                                    |
|                                                         | Les Démocrates conservent                               |                                                         |                                                         |                                                         |

### 2022
| Primaire Républicaine de 2022 du 1er district congressionnel d'Hawaï | Primaire Républicaine de 2022 du 1er district congressionnel d'Hawaï | Primaire Républicaine de 2022 du 1er district congressionnel d'Hawaï | Primaire Républicaine de 2022 du 1er district congressionnel d'Hawaï | Primaire Républicaine de 2022 du 1er district congressionnel d'Hawaï |
| -------------------------------------------------------------------- | -------------------------------------------------------------------- | -------------------------------------------------------------------- | -------------------------------------------------------------------- | -------------------------------------------------------------------- |
| Parti                                                                | Parti                                                                | Candidat                                                             | Votes                                                                | %                                                                    |
|                                                                      | Républicain                                                          | Conrad Kress                                                         | 13 363                                                               | 50,4                                                                 |
|                                                                      | Républicain                                                          | Arturo Reyes                                                         | 7419                                                                 | 28,0                                                                 |
|                                                                      | Républicain                                                          | Patrick Largey                                                       | 5745                                                                 | 21,7                                                                 |

| Primaire Démocrate de 2022 du 1er district congressionnel d'Hawaï | Primaire Démocrate de 2022 du 1er district congressionnel d'Hawaï | Primaire Démocrate de 2022 du 1er district congressionnel d'Hawaï | Primaire Démocrate de 2022 du 1er district congressionnel d'Hawaï | Primaire Démocrate de 2022 du 1er district congressionnel d'Hawaï |
| ----------------------------------------------------------------- | ----------------------------------------------------------------- | ----------------------------------------------------------------- | ----------------------------------------------------------------- | ----------------------------------------------------------------- |
| Parti                                                             | Parti                                                             | Candidat                                                          | Votes                                                             | %                                                                 |
|                                                                   | Démocrate                                                         | Ed Case (sortant)                                                 | 89 072                                                            | 84,3                                                              |
|                                                                   | Démocrate                                                         | Sergio Alcubilla                                                  | 16 580                                                            | 15,7                                                              |

| Primaire Non Partisane de 2022 du 1er district congressionnel d'Hawaï | Primaire Non Partisane de 2022 du 1er district congressionnel d'Hawaï | Primaire Non Partisane de 2022 du 1er district congressionnel d'Hawaï | Primaire Non Partisane de 2022 du 1er district congressionnel d'Hawaï | Primaire Non Partisane de 2022 du 1er district congressionnel d'Hawaï |
| --------------------------------------------------------------------- | --------------------------------------------------------------------- | --------------------------------------------------------------------- | --------------------------------------------------------------------- | --------------------------------------------------------------------- |
| Parti                                                                 | Parti                                                                 | Candidat                                                              | Votes                                                                 | %                                                                     |
|                                                                       | Non Partisan                                                          | Calvin Griffin                                                        | 265                                                                   | 53,9                                                                  |
|                                                                       | Non Partisan                                                          | Steven Abkin                                                          | 227                                                                   | 46,1                                                                  |

| Élection de 2022 du 1er district congressionnel d'Hawaï | Élection de 2022 du 1er district congressionnel d'Hawaï | Élection de 2022 du 1er district congressionnel d'Hawaï | Élection de 2022 du 1er district congressionnel d'Hawaï | Élection de 2022 du 1er district congressionnel d'Hawaï |
| ------------------------------------------------------- | ------------------------------------------------------- | ------------------------------------------------------- | ------------------------------------------------------- | ------------------------------------------------------- |
| Parti                                                   | Parti                                                   | Candidat                                                | Votes                                                   | %                                                       |
|                                                         | Démocrate                                               | Ed Case (sortant)                                       | 142 742                                                 | 73,7                                                    |
|                                                         | Républicain                                             | Conrad Kress                                            | 50 833                                                  | 26,3                                                    |
| Total des votes                                         | Total des votes                                         | Total des votes                                         | 193 575                                                 | 100%                                                    |
|                                                         | Les Démocrates conservent                               |                                                         |                                                         |                                                         |

### 2024
| Primaire Républicaine de 2024 du 1er district congressionnel d'Hawaï | Primaire Républicaine de 2024 du 1er district congressionnel d'Hawaï | Primaire Républicaine de 2024 du 1er district congressionnel d'Hawaï | Primaire Républicaine de 2024 du 1er district congressionnel d'Hawaï | Primaire Républicaine de 2024 du 1er district congressionnel d'Hawaï |
| -------------------------------------------------------------------- | -------------------------------------------------------------------- | -------------------------------------------------------------------- | -------------------------------------------------------------------- | -------------------------------------------------------------------- |
| Parti                                                                | Parti                                                                | Candidat                                                             | Votes                                                                | %                                                                    |
|                                                                      | Républicain                                                          | Patrick Largey                                                       | 17 368                                                               | 100%                                                                 |

| Primaire Démocrate de 2024 du 1er district congressionnel d'Hawaï | Primaire Démocrate de 2024 du 1er district congressionnel d'Hawaï | Primaire Démocrate de 2024 du 1er district congressionnel d'Hawaï | Primaire Démocrate de 2024 du 1er district congressionnel d'Hawaï | Primaire Démocrate de 2024 du 1er district congressionnel d'Hawaï |
| ----------------------------------------------------------------- | ----------------------------------------------------------------- | ----------------------------------------------------------------- | ----------------------------------------------------------------- | ----------------------------------------------------------------- |
| Parti                                                             | Parti                                                             | Candidat                                                          | Votes                                                             | %                                                                 |
|                                                                   | Démocrate                                                         | Ed Case (sortant)                                                 | 84 114                                                            | 92,0                                                              |
|                                                                   | Démocrate                                                         | Cecil Hale                                                        | 7308                                                              | 8,0                                                               |

| Primaire Non Partisane de 2024 du 1er district congressionnel d'Hawaï | Primaire Non Partisane de 2024 du 1er district congressionnel d'Hawaï | Primaire Non Partisane de 2024 du 1er district congressionnel d'Hawaï | Primaire Non Partisane de 2024 du 1er district congressionnel d'Hawaï | Primaire Non Partisane de 2024 du 1er district congressionnel d'Hawaï |
| --------------------------------------------------------------------- | --------------------------------------------------------------------- | --------------------------------------------------------------------- | --------------------------------------------------------------------- | --------------------------------------------------------------------- |
| Parti                                                                 | Parti                                                                 | Candidat                                                              | Votes                                                                 | %                                                                     |
|                                                                       | Non Partisan                                                          | Calvin Griffin                                                        | 409                                                                   | 100%                                                                  |

| Élection de 2024 du 1er district congressionnel d'Hawaï | Élection de 2024 du 1er district congressionnel d'Hawaï | Élection de 2024 du 1er district congressionnel d'Hawaï | Élection de 2024 du 1er district congressionnel d'Hawaï | Élection de 2024 du 1er district congressionnel d'Hawaï |
| ------------------------------------------------------- | ------------------------------------------------------- | ------------------------------------------------------- | ------------------------------------------------------- | ------------------------------------------------------- |
| Parti                                                   | Parti                                                   | Candidat                                                | Votes                                                   | %                                                       |
|                                                         | Démocrate                                               | Ed Case (sortant)                                       | 164 237                                                 | 71,8                                                    |
|                                                         | Républicain                                             | Patrick Largey                                          | 64 373                                                  | 28,2                                                    |
| Total des votes                                         | Total des votes                                         | Total des votes                                         | 228 610                                                 | 100 %                                                   |
|                                                         | Les Démocrates conservent                               |                                                         |                                                         |                                                         |